# Abra de Lajas
Abra de Lajas ist ein Gebirgspass auf der Puna-Hochebene im Nordwesten Argentiniens. Der Pass befindet sich in der Provinz Jujuy an der Grenze zur Provinz Salta auf einer Höhe von 4.720 m. Etwa 1,5 km südwestlich des Passes befindet sich der 4.920 m hohe Berg Cerro Potrero.
In Richtung Südost geht es zum 1.500 m tiefer gelegenen Nazareno. Der Weg nach Nazareno führt über den 4.720 m hohen Gebirgspass Abra Fundición.